# Averia
Averia är en sjö i Finland. Den ligger i kommunen Vichtis i landskapet Nyland, i den södra delen av landet, 40 km nordväst om huvudstaden Helsingfors. Averia ligger 36,1 meter över havet. Den är 6,52 meter djup. Arean är 1,38 kvadratkilometer och strandlinjen är 7,25 kilometer lång. Sjön  ingår i Karisåns huvudavrinningsområde.   I omgivningarna runt Averia växer i huvudsak blandskog. Den sträcker sig 2,5 kilometer i nord-sydlig riktning, och 1,2 kilometer i öst-västlig riktning.